# Магнум (патрон)

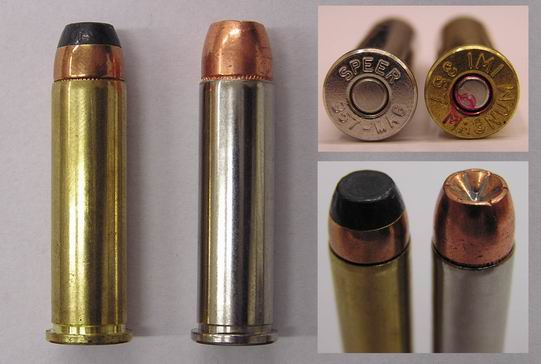
Патроны .357 Magnum

Ма́гнум (лат. Magnum, от magnus — большой, великий) — патрон повышенного давления, по сравнению с обычным патроном того же калибра. Также оружие, предназначенное под патрон данного типа. Используется для охоты на диких зверей.

## История
Первый коммерческий револьверный патрон повышенной мощности был создан в 1930-х годах компанией Smith & Wesson на основе предложения охотника-энтузиаста Элмера Кита (Elmer Keith) и идей полковника Дэниела Вессона (Daniel B. Wesson). В разработке принимал активное участие сотрудник S&W Филлип Шарп (Phillip Sharpe) и компания Winchester. Новый патрон был основан на патроне .38 Special, выпускавшемся ранее компанией Smith & Wesson. Впервые поступил на рынок в 1934 г. и с тех пор получил широкое распространение, положив начало «эры магнума» в оружейном деле.
После Второй мировой войны калибр магнумовских боеприпасов был увеличен, но новые патроны калибра .41 Magnum (10,2×32,5R мм) не получили большого распространения. Более удачным оказался патрон калибра 0,44 дюйма — .44 Magnum (10,9×32,5R мм), по энергетике приближающийся к винтовочным боеприпасам. Из соображений прочности, размеры и вес револьверов .44 Magnum были соответственно увеличены.

## Номенклатура
| Наименование боеприпаса | Масса пули, г | Скорость пули, м/с на дистанции, м | Скорость пули, м/с на дистанции, м | Скорость пули, м/с на дистанции, м | Скорость пули, м/с на дистанции, м | Энергия пули, Дж на дистанции, м | Энергия пули, Дж на дистанции, м | Энергия пули, Дж на дистанции, м | Энергия пули, Дж на дистанции, м |
| Наименование боеприпаса | Масса пули, г | V0                                 | V10                                | V25                                | V50                                | E0                               | E10                              | E25                              | E50                              |
| .357 Magnum 9x32,5R mm  | 10,2          | 445                                | 435                                | 415                                | 390                                | 1015                             | 970                              | 883                              | 780                              |
| .38 Special. 9,1x29,5   | 10,2          | 265                                | 260                                | 250                                | 240                                | 363                              | 343                              | 314                              | 294                              |

В настоящее время патроны «Магнум» выпускаются в США для следующих видов оружия:

### Револьверы и пистолеты
- .357 Magnum
- .327 Federal Magnum
- .41 Remington Magnum
- .44 Magnum
- .460 S&W Magnum
- .475 Wildey Magnum
- .500 S&W Magnum

### Винтовки
- .375  Deadly 0.6
- .338 Remington Ultra Magnum
- .300 Remington Ultra Magnum
- 7 mm Remington Ultra Magnum
- 7 mm Remington Magnum
- .460 Weatherby Magnum
- .378 Weatherby Magnum
- .340 Weatherby Magnum
- .300 Weatherby Magnum
- .270 Weatherby Magnum
- .375 H&H Magnum
- .300 H&H Magnum
- .244 H&H Magnum
- .458 Winchester Magnum
- .338 Winchester Magnum
- .300 Winchester Magnum
- .264 Winchester Magnum
- .22 Winchester Magnum Rimfire
- .338 Lapua Magnum

## В России
Из оружия, созданного в России, в категорию «Магнум» можно отнести пистолет «Гюрза» под патрон 9×21 мм. Начальная скорость пули (450 м/с) с бронебойным сердечником позволяет «Гюрзе» пробивать большинство бронежилетов скрытого ношения.